# Mater Dolorosa

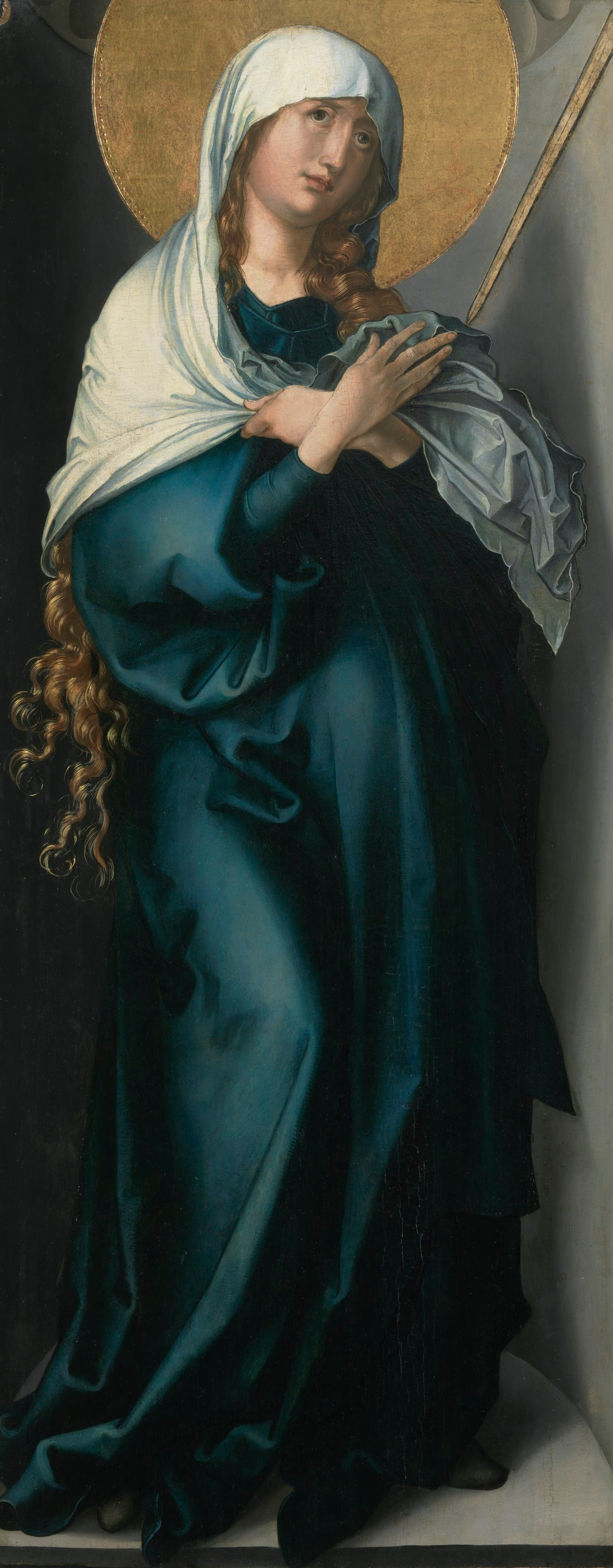
Die Schmerzensmutter. Albrecht Dürer (Alte Pinakothek, München)

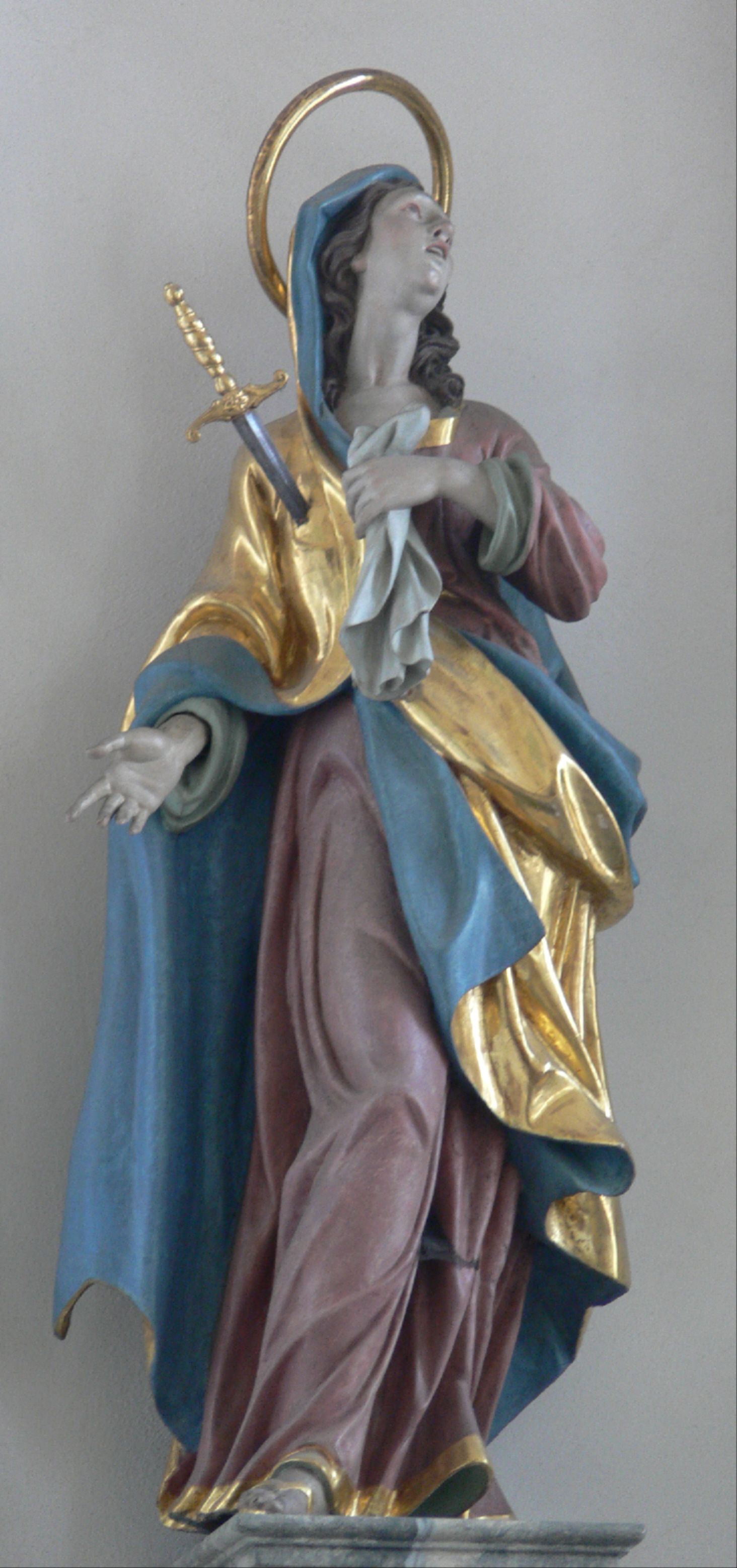
Mater dolorosa. Werkstatt des Johannes Ruez, um 1720 (Pfarrkirche St. Gordianus und Epimachus, Aitrach)

Mater Dolorosa (lateinisch für „schmerzensreiche Mutter“), auch Schmerzensmutter, ist eine im Rahmen der Marienverehrung gebrauchte Bezeichnung für Darstellungen der Schmerzen Mariens, der lebenslangen Sorge Marias um ihren Sohn Jesus Christus. Sonderformen sind die Darstellung Unserer lieben Frau von den sieben Schmerzen und die Unserer lieben Frau von der Einsamkeit (Nuestra señora de la soledad).

## Darstellung

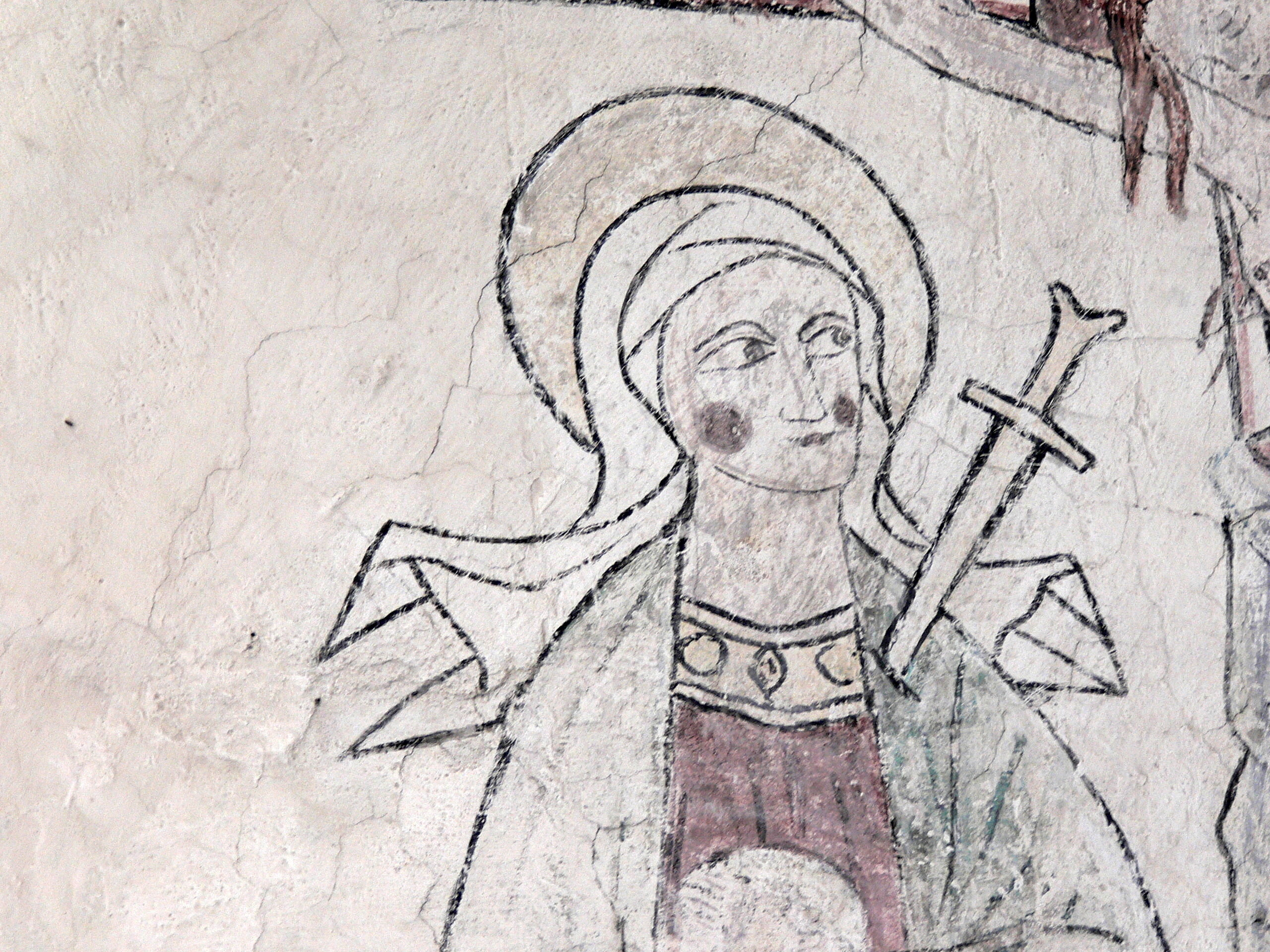
Schmerzensreiche Madonna unterm Kreuz. Gotische Wandmalerei (Lärbro kyrka, Gotland)

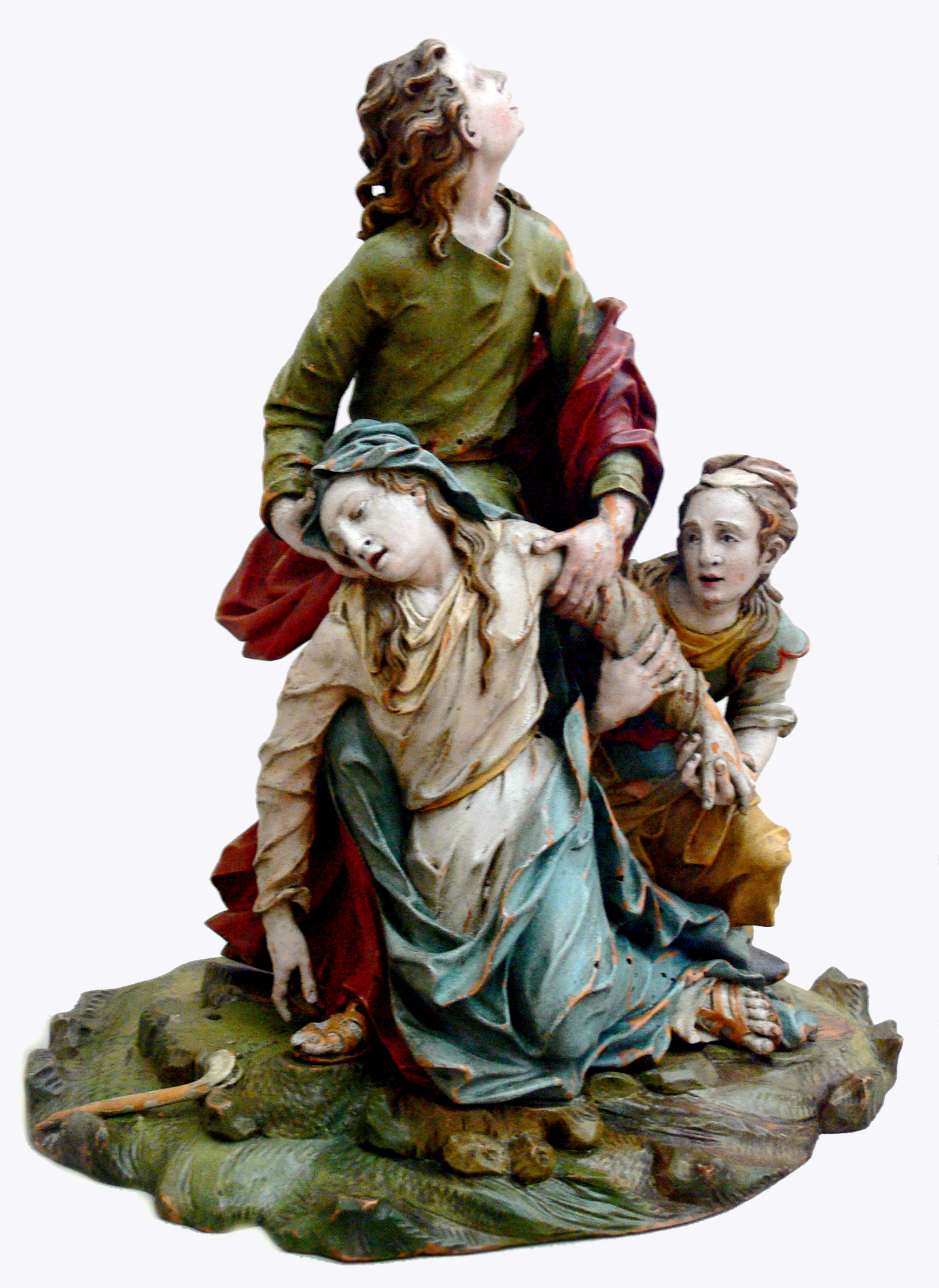
Trauernde Maria mit Johannes und Magdalena. Johann Schwanthaler der Ältere, um 1760/1770 (Bode-Museum Berlin)

Dargestellt wird die Schmerzensmutter stehend oder sitzend, in sorgenvoller Andacht oder leidend zum Himmel aufblickend und im Speziellen mit einem – oder sieben – Schwertern in der Brust. Seltener findet sie sich in der Kreuzigungsgruppe, zur Rechten des Kreuzes Christi (Johannes an der Linken) oder allein als Maria unter dem Kreuz.
Die stehende Mater Dolorosa entwickelte sich schon in der im Mittelalter zur Blüte gelangenden Marienverehrung und bezieht sich direkt auf das aus dem 13. Jahrhundert stammende Gedicht Stabat mater.
Die sitzende Schmerzensmutter ist jünger und verbindet die aufkommende Porträtmalerei, die auch in die christliche Kunst einging, mit Motiven wie Maria im Paradiesgärtlein oder der Madonna im Rosenhag.
Biblische Grundlage (und Tagesevangelium) ist vor allem das Seherwort Simeons an Maria bei der Darstellung des Herrn im Tempel (Mariä Lichtmess): „Dir selbst aber wird ein Schwert durch die Seele dringen“ (Lk 2,35 ). Hierauf bezieht sich die christliche Ikonographie mit dem Bild der Mater Dolorosa, der ein Schwert in die Brust dringt. Die Darstellung steht in Verbindung mit der Darstellung des geöffneten Heiligsten Herzen Jesu. Auch das Herz Mariens ist bildhaft dargestellt von einem Schwert durchbohrt.
Ferner findet sich in Bezug auf den Kanon der sieben Freuden und sieben Schmerzen (Maria Lätitia, Maria Dolores) auch die Schmerz-Darstellung der sieben Schwerter, die von links und rechts oder im Kranz die Brust Mariens durchbohren.
Abzugrenzen ist die Schmerzensmutter von der Darstellung der trauernden Maria als Pietà: Maria allein mit dem Leichnam ihres Sohnes nach der Kreuzabnahme. Der sechste der sieben Schmerzen Mariens ist die Beweinung Christi in der Gruppe. Die Mater-Dolorosa-Darstellung findet auch Eingang in die Ikonographie der Pietà.
Die sechs anderen einzelnen Schmerzensdarstellungen sind:
- Purificatio Mariae (Mariä Reinigung, Mariä Lichtmess): Maria wird das Schicksal ihres Sohnes geweissagt (Nunc dimittis ...)
- Maria auf dem Esel: die Flucht nach Ägypten vor dem Kindermord zu Betlehem
- Verlust des zwölfjährigen Jesus im Tempel
- Maria vom Kalvarienberg: Maria begegnet ihrem Sohn am Kreuzweg
- Maria unter dem Kreuz: (Kruzifix) bei der Kreuzigung Jesu
- Maria bei der Grablegung Christi

### Die Schmerzensmutter

Mater Dolorosa, 1554 von Tizian, Museo del Prado (Madrid).
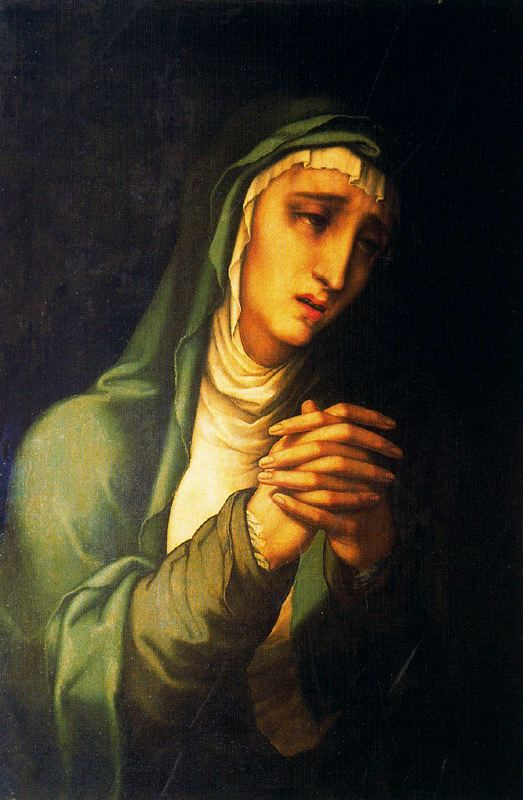
Mater Dolorosa, 1570 von Luis de Morales, Museo de Bellas Artes (Málaga).
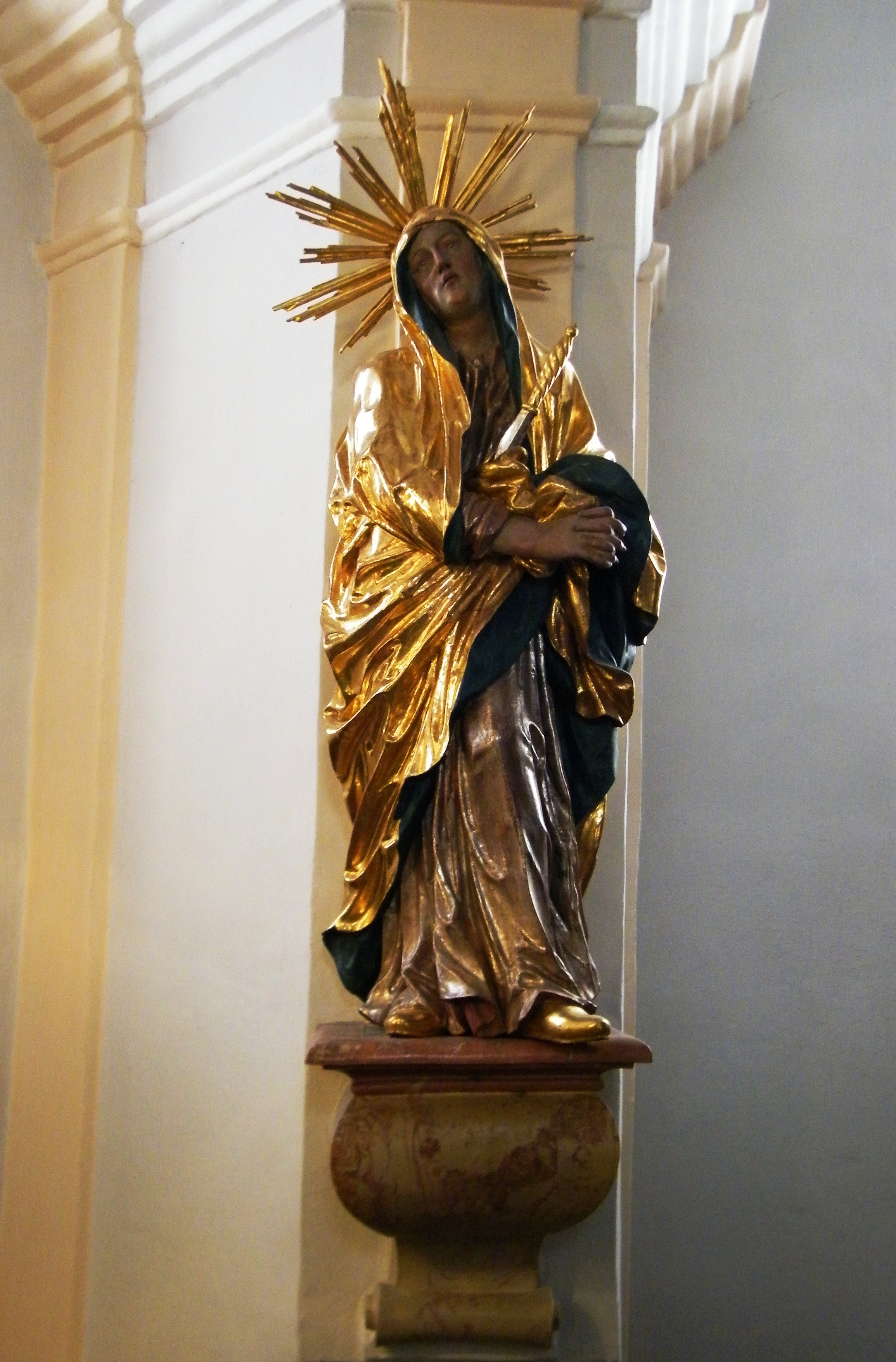
Mater Dolorosa, 1702 von Guggenbichler, Faistenau (Land Salzburg)
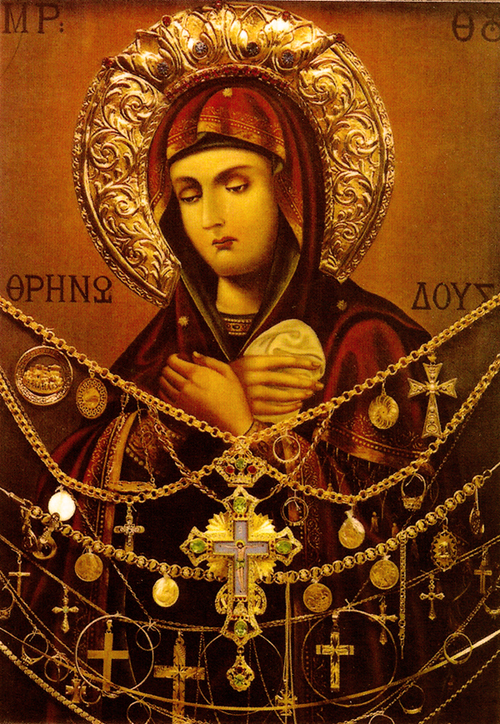
Ikone, 1860–1880 von Ioasaf Athonites, Kapelle Theotokos Threnodi, Olynthos, (Halkidiki).
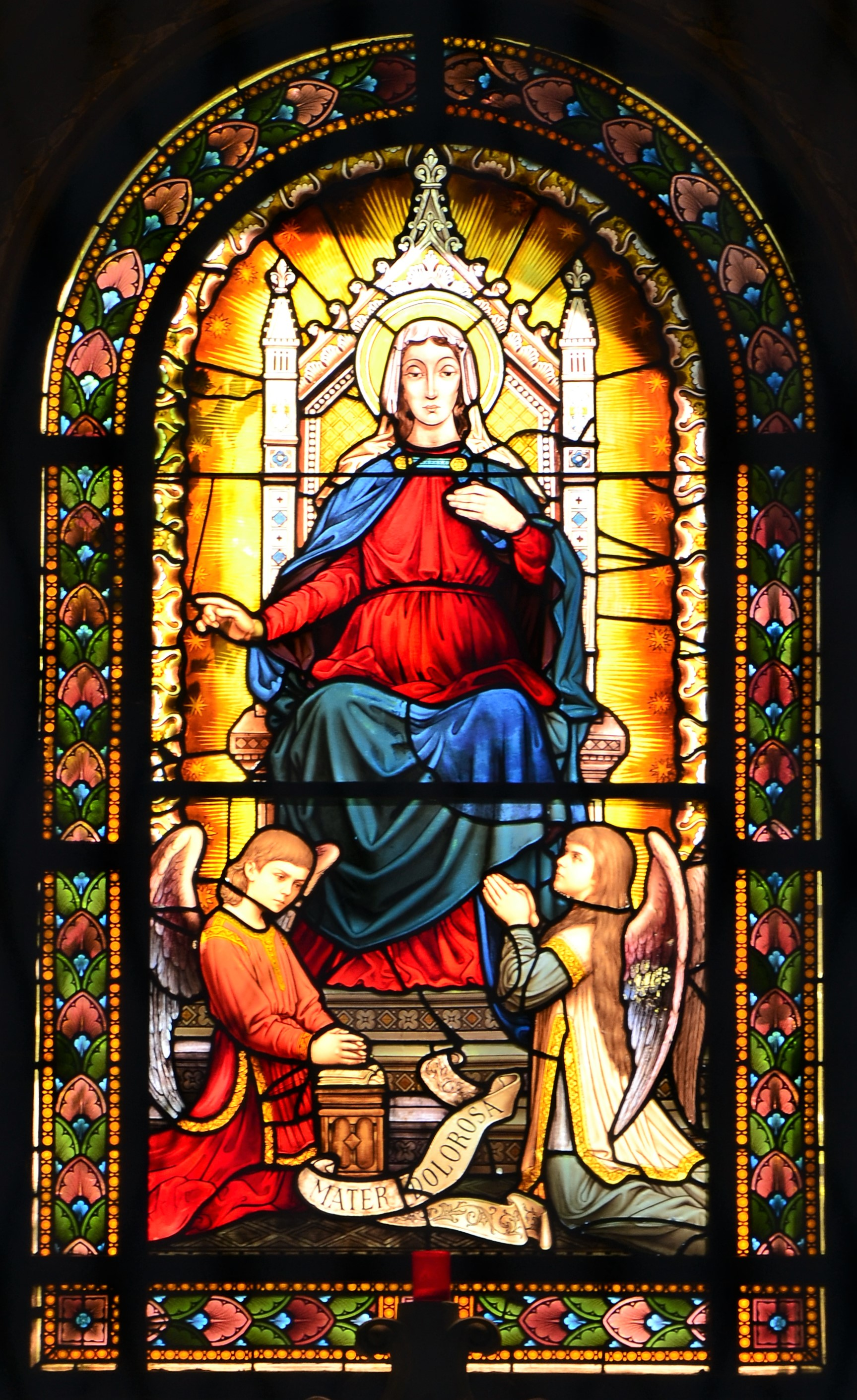
Buntglasfenster 1889, Friedhofskapelle in Heiligenkreuz, gestiftet von Helene Vetsera.

### Die Maria der sieben Schmerzen

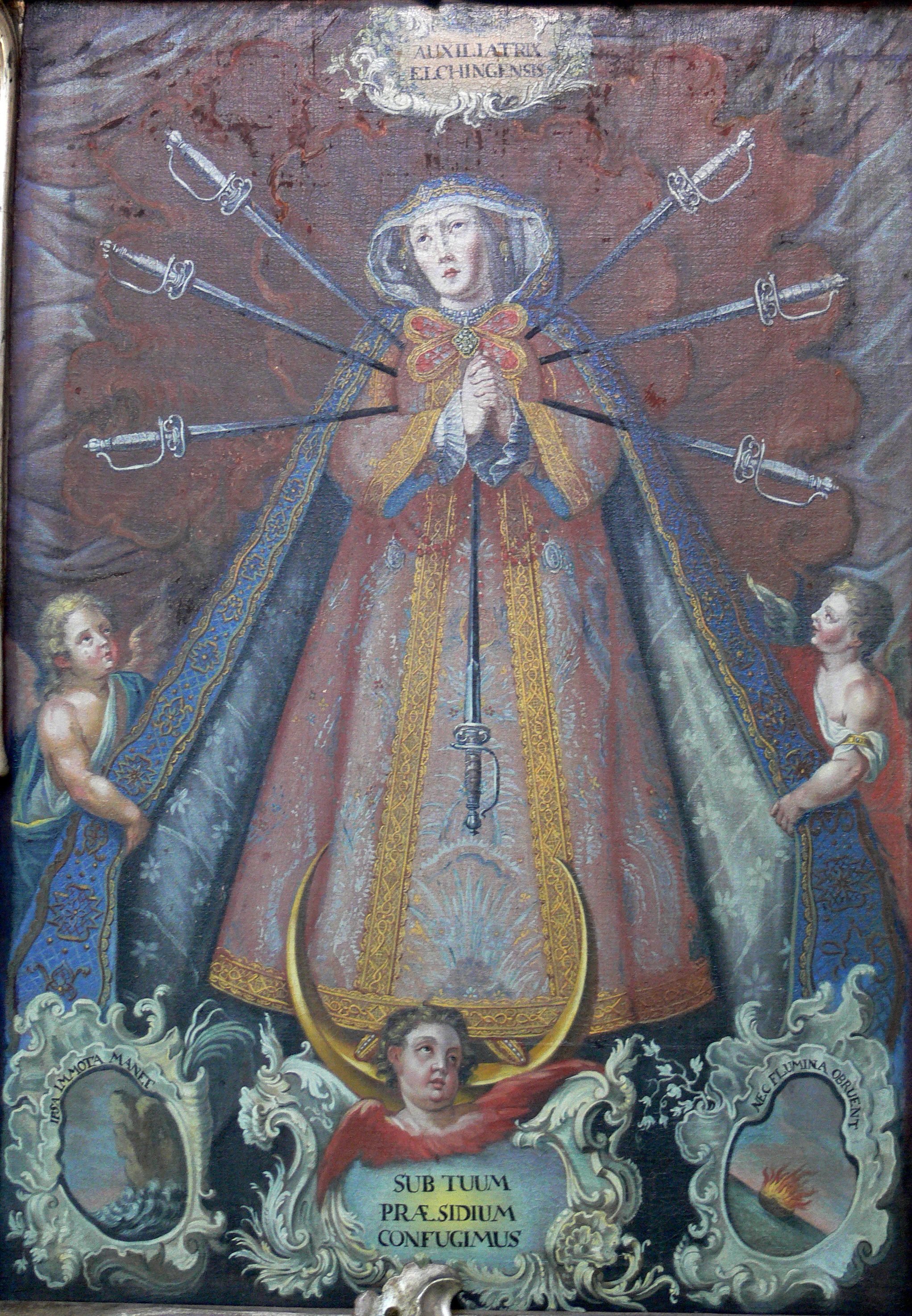
Auxiliatrix Elchingensis. (Gnadenbild der Abteikirche St. Peter und Paul in Oberelchingen)
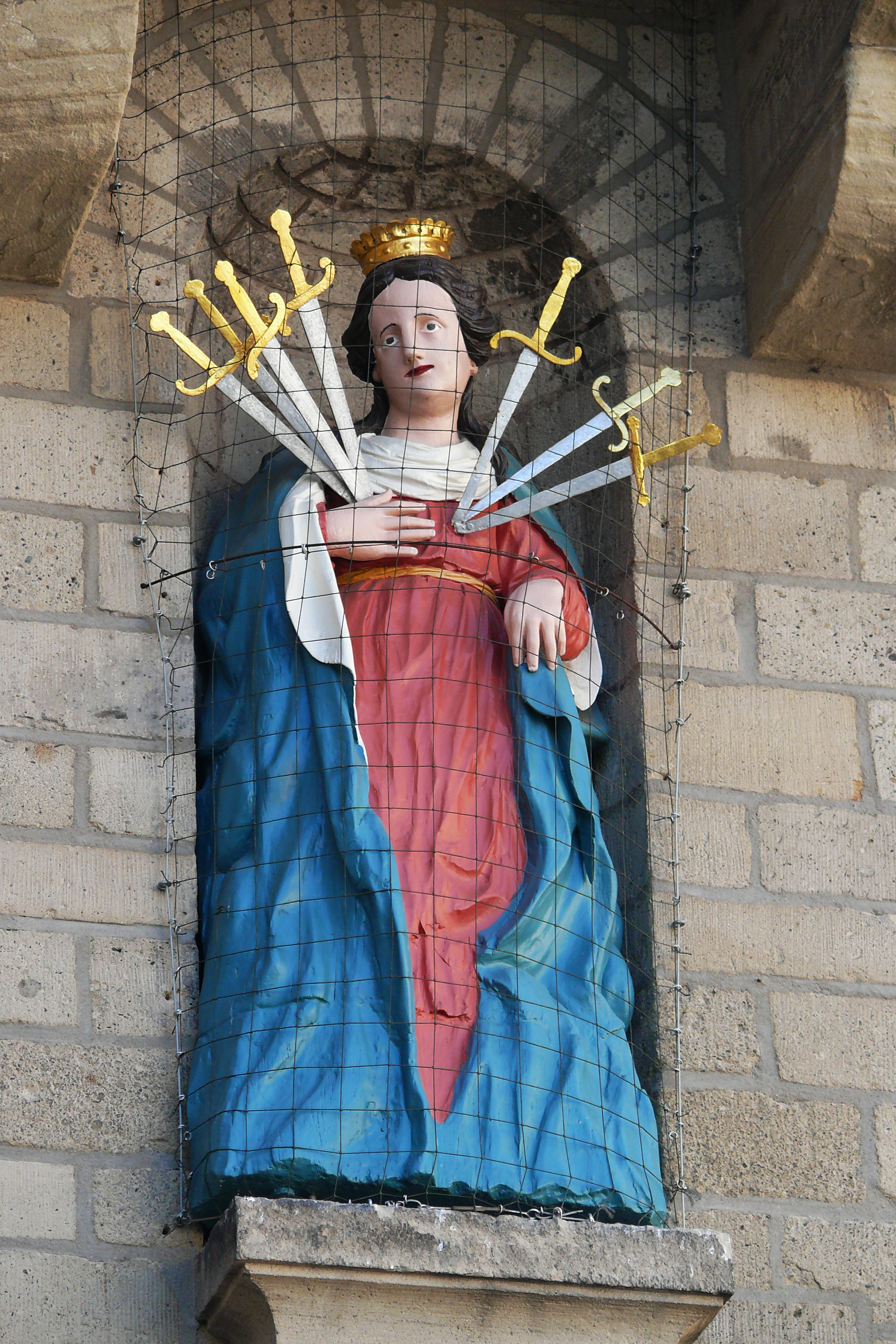
Die sieben Schmerzen Mariens. (Bonner Sterntor)
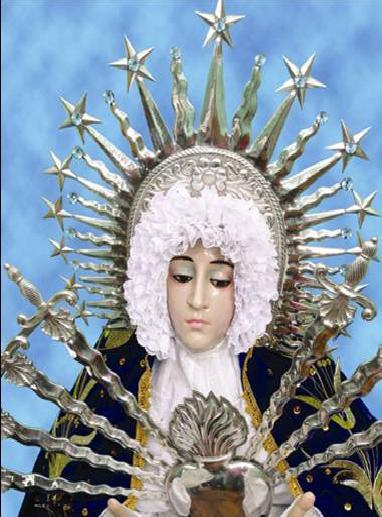
Santisima Virgen de los Dolores de Huacho. 1959

## Patrozinien und Gedenktag
- Siehe Mater-Dolorosa-Kirche
- Gedächtnis der Schmerzen Mariens, 15. September